# Otryskávání

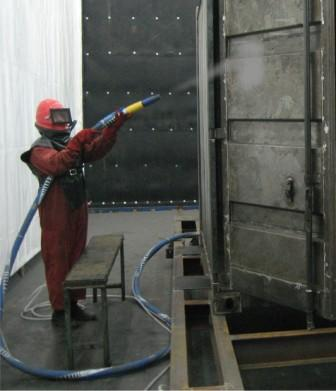
Pískování – ochranné pomůcky jsou nezbytností

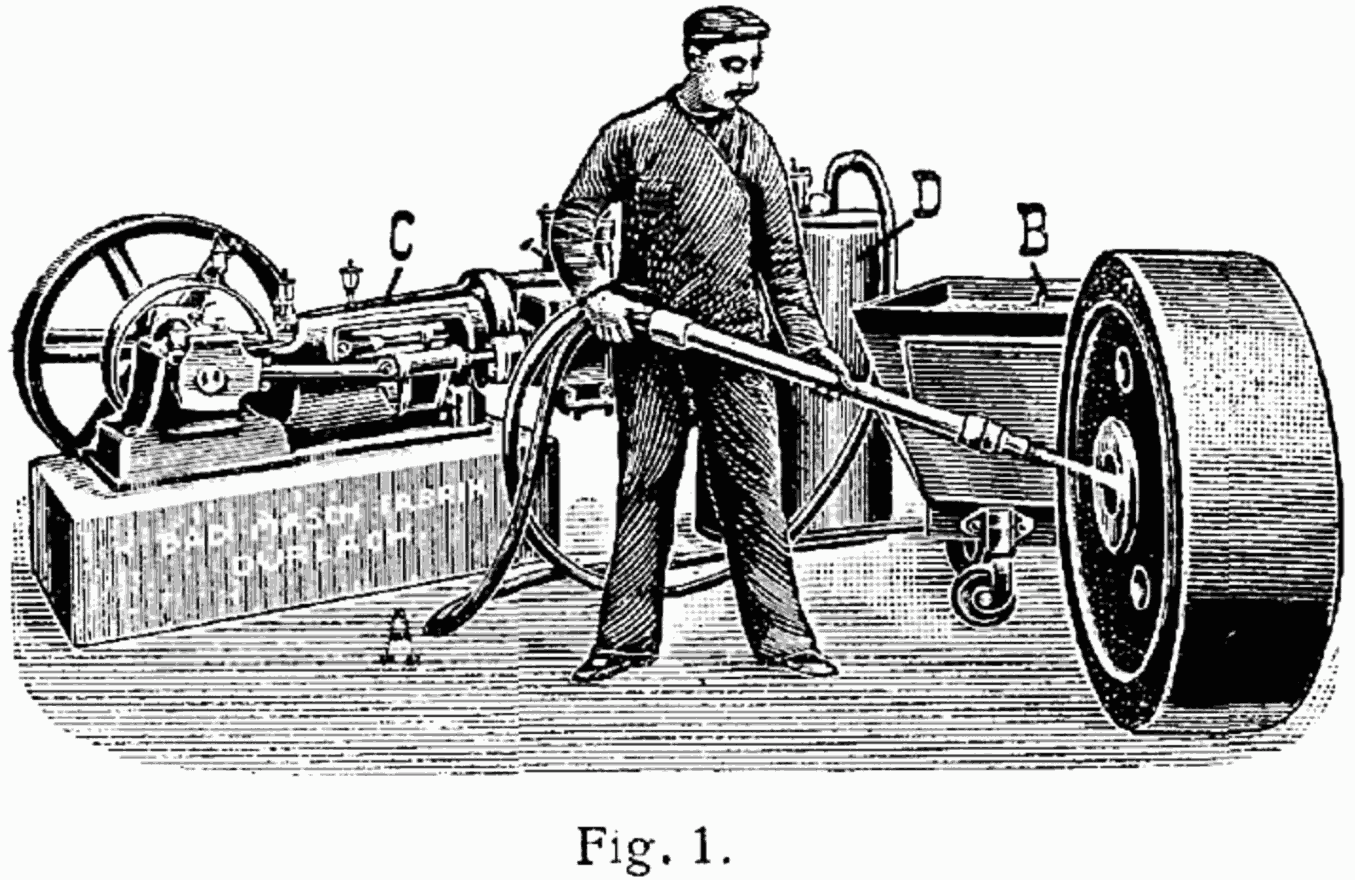
Pískování v průmyslové historii

Tryskání, nazývané též abrazivní tryskání, otryskávání nebo pískování, je technologický postup opracování povrchu nejrůznějších, obvykle tvrdých, materiálů proudem natlakovaných abrazivních částic. Nejvíce se jako abrazivum používají pro tvrdé materiály ocelové broky a ocelový granulát S, křemičitý písek, korund, balotina, ocelová drť, drť z bílé litiny či struska nebo keramické mikrokuličky a pro měkké materiály (jako dřevo, plasty ap.) drť z pecek (např. z mandlí) nebo skořápek ořechů, drtě z měkkých hornin či piliny z tvrdého dřeva. Pro některé účely se používá otryskávání suspenzí abraziva v kapalině.

## Historie
Proces pískování byl patentován v roce 1870 Benjaminem Chew Tilghmanem v USA (US patent 104 408). Ten patentoval pískovací dmýchadlo, které mu umožnilo hloubkově porušovat tvrdé předměty např. kov, kameny nebo sklo. Později proces vylepšil o šablony, které mu umožňovaly vytvářet stále stejný vzorek u mnoha výrobků.
O osm let později dostal patent také Němec Holstein z Osnabrucku, který matoval povrch skla pískem. Písek při matovaní působí na sklo samospádem. Na přelomu století se dostalo pískování také do Čech.
Proces se nazývá pískování, protože se k tryskání používal jako abrazivum hlavně písek. Byl nejvíce dostupný a nejlevnější. Nástroje k pískování se dle toho nazývaly pískovačky.
Dělník provádějící pískování přicházel do styku s jemnými, obvykle křemičitými, částicemi. Zejména vdechování těchto částic vedlo poměrně rychle k rozvoji těžkého a smrtelného poškození plic, silikóze.

## Použití
Dnes se pískování používá nejčastěji ve strojírenství k závěrečnému čištění odlitku před povrchovou úpravou např. lakováním, protože dokonale odstraňuje stopy po obrábění. Jsou dva možné způsoby, jak dodat jemným částicím velkou rychlost. Prvním způsobem je unášení abrazivních částic proudem stlačeného vzduchu (tlakovzdušné tryskání), druhým způsobem je mechanické metání abrazivních částic rotujícími lopatkami.
Pískování je používáno i ve stavebnictví k opracování zdiva, betonu a kamene. Zejména ve městech je otryskávání jednou z technologií, jak odstraňovat z fasád, sloupů a jiných ploch zbytky plakátů, graffiti a podobná znečistění.
Ve výtvarnictví a zejména v reklamě je pískování velice efektní a luxusní technika povrchové úpravy, kterou se značí lahve vína, sklenice, dárkové sklo, hrnky, půllitry, těžítka, zrcadla atd. Technologií tryskaní jemného písku přes šablonu s motivem lze dosáhnout zajímavých výsledků na povrchu pískovaných reklamních předmětů. Pískovat lze i dekorační předměty vyrobené např. ze dřeva a keramiky.

### Pískovačky
K pískování se používají mobilní nebo kabinové pískovačky. Mobilní pískovačky jsou přenosné. Nejsou omezené prostorem, na kterém se nacházejí, ani velikostí předmětu k otryskávání. Pohánět je může např. dieselový kompresor. Nevýhoda těchto pískovaček je však skutečnost, že abrazivo nedopadá obvykle jen na opracovávaný předmět, ale i na blízké okolí. Tento problém ale mohou řešit bezprašné mobilní pískovačky nebo speciální komory pro mobilní tryskání/pískování.
Kabinové pískovačky jsou oproti mobilním uzavřeným systémem, který umožňuje otryskat předmět bez zasažení okolí nečistotami nebo prachem. Pískuje se tak, že pracovník zvenku umístí ruce do rukavic v kabině a skrze ochranné sklo hledí na předmět, který s pomocí uvnitř umístěné pískovačky otryskává. Tyto tryskací kabiny fungují na principu rekuperace abraziva, tj. abrazivo neustále koluje.
Kabinové pískovačky používají dva druhy systémů:
- sací systém využívá stlačeného vzduchu v komoře. Zpětný tlak vhání abrazivo do pískovací pistole, kde se s ním smíchá stlačený vzduch. Výsledná směs je tryskána tryskou ven. Tento systém umožňuje kontinuální provoz a je vhodný jemnější a lehčí abrazivo, tj. i pro úpravy dřeva, plechů nebo odstranění málo odolných barev.
- v tlakovém systému je abrazivo smícháno se stlačeným vzduchem již v tlakové nádobě. Z této vede abrazi vzdorná hadice, kterou proudí vysokou rychlostí abrazivo. Tryska následně umožní ještě větší rychlost abraziva a vyšší účinnost tryskání. Tento systém dokáže tryskat těžkými abrazivy, jako je ocelová drť a granulát.

## Převodní tabulka a přehled norem pro čistotu povrchu
| ČSN ISO 8501-1 | DIN 55928 | SIS 055900í | SSCP    | Popis                                 |
| -------------- | --------- | ----------- | ------- | ------------------------------------- |
| Sa 3           | Sa 3      | Sa 3        | SP - 5  | otryskání až na vizuálně čistý povrch |
| Sa 2,5         | Sa 2,5    | Sa 2,5      | SP - 10 | velmi důkladné otryskání              |
| Sa 2           | Sa 2      | Sa 2        | SP - 6  | důkladné otryskání                    |
| Sa 1           | Sa 1      | Sa 1        | SP - ?  | lehké otryskání                       |
| St 3           | St 3      | St 3        | SP - 03 | velmi důkladné ruční a mech. čištění  |
| St 2           | St 2      | St 2        | SP - 2  | důkladné ruční a mech. čištění        |

## Základní stupně očištění povrchu podle ČSN ISO 8501-1
(odpovídá DIN 55928, resp. švédskému standardu SIS 055900):
Sa 3 – Čištění tryskáním na čistý kov. Odstraní se veškeré viditelné stopy okují, rzi a jiných nečistot. Povrch vykazuje jednotný kovový vzhled.
Sa 2,5 – Čištění tryskáním na téměř čistý kov. Odstraní se viditelné okuje, rez a jiné nečistoty. Jakékoliv zbývající stopy znečištění se budou jevit pouze jako lehké skvrny ve formě ploch nebo pásů.
Sa 2 – Čištění tryskáním. Odstraní se viditelné nepřilnavé okuje, rez a jiné nečistoty. Všechny zbytky musí pevně ulpívat na podkladu.
St 2 – Ruční a mechanizované nástrojové čištění.Odstraní se špatně přilnavé okuje, rez a jiné nečistoty.
St 3 – Ruční a mechanizované nástrojové čištění. Obdobně jako při St2, ale povrch musí vykazovat zřetelný kovový lesk.

## Princip otryskávání
Pískování funguje na tlakovém principu. Pod tlakem se z pískovací pistole vypouští tzv. pískovací médium neboli abrazivo, které při dopadu na tryskaný předmět ničí starou nebo nepotřebnou vrstvu. Pro vytvoření potřebného tlaku se kompresorem stlačí vzduch do tlakové nádoby tryskacího zařízení, který je následně společně s abrazivem uvolňován do tryskací hadice a přes tryskací pistoli ven.